# Myford
La Myford Engineering Company, devenue en 2011 Myford Limited et plus simplement connue sous le nom de Myford, est une entreprise britannique fondée en septembre 1934 par Cecil Moore à Beeston, Nottinghamshire.
Elle fabrique de petits tours à métaux pour amateurs : modèles ML1, ML2, ML3 et ML4. En 1946 sort le modèle ML7, inspiré du tour américain Atlas 6 inches.
Le modèle ML7 est doté dès le départ de nombreux accessoires.
Au début des années 1950 sort le Super7, avec deux variantes : banc normal et banc long, l'entrepointe est de 485 mm pour le banc normal et de 787 mm pour le banc long. L'alésage de broche est à l'origine de 15 mm, les derniers modèles produits avaient un alésage de 26 mm, enfin de permettre le passage d'une barre de un pouce. Ce banc est du type plat.
Les avances et le filetage se font par échange de roues dentées. Il existe également une boîte d’avances proposée en option pour les filetages impériaux. Les filetages en pas métriques sont possibles : il existe un jeu de roues dentées adaptées.
Le super7 est doté d’un système de harnais/volée permettant de basses vitesses de rotation de la broche : la plus basse vitesse est de 25 tours par minute.
De nombreux accessoires existent : équerre de fraisage, dispositif pour tournage conique, diviseur, poupée mobile avec levier…
Bien que de conception ancienne, le Myford super7 est un tour réputé dans le monde du modélisme amateur du fait de sa précision et de sa solidité.